# Marosy László
Marosy László (Pécsvárad, 1899. május 23. – ?, 1985. február 18.) honvéd alezredes.

## Élete
Édesapja Marosy Lipót köztisztviselő, édesanyja Kalivoda Ilona. Mérnök szeretett volna lenni, de szüleinek nem volt a taníttatáshoz pénzük. László mivel negyedik gyermek volt a családban, ezért katonaiskolába adták. Nagyszebenben járt kadettiskolába, Budapesten a Ludovika Akadémián végzett. Először a határőrségnél, majd Pécsett szolgált, mint kiképző és oktató tiszt. 1933-ban, külön engedéllyel megnősült. Felesége Geyer Jolán (szülei Geyer Oszkár ny. ezredes és Zsolnai Stefánia). Két fiúgyermeke született: László és István. 1938-ban a várpalotai Gyalogsági Lőiskolára helyezték, ahol kiváló minősítéseket szerzett. 
Kétszer volt a háború alatt hivatalos kiküldetésben, Németországban. 1944 tavaszán Pélmonostorra vezényelték zászlóalj parancsnoknak, majd két hónap múlva a frontra, a Kárpátokba. Az oroszok nem tudták áttörni a vonalaikat, majd a románok jóvoltából bekerítették őket és menekülni kényszerültek. Onnan kórházba került Parádra. 
A nyilas hatalomátvételt követően bajtársaival nem esküdtek fel az új hatalomra. Pestre ment, ahol találkozott Kiss János altábornaggyal, aki azt az utasítást adta neki, hogy menjen Pécsre és szervezzen ellenállást a németekkel szemben. Civilben a bányatelepen meg is kezdte, de letartóztatták. Sikerült megszöknie, majd a németek részleges távozása után egyenruhában intézkedett. A középületekhez kirendelt őrséget és a laktanyaőrséget hazaküldte, az aláaknázott objektumokról az aknákat leszereltette. Megakadályozta, hogy a németek elhajtsák a megye vágóállat állományát, és parancsára Pécsett maradt az a kórházvonat, amelynek Dr. Mihályi István volt a parancsnoka. Meggyőzte Vörös Mártont, aki a helyi vöröskereszt képviselője volt, és többedmagával, fehér zászlóval az oroszok elé ment. Ott fogadta Nyeszberov alezredes, az elővéd parancsnoka, majd Sarohin tábornok.
A második világháború után közvetlenül ezredesi kinevezése előtt B-listázták. Elvesztette a rangját és nyugdíjat sem kapott. Volt favágó, szőlőmunkás, végül biztosítási ügynök lett a határsávban. Az ÁVH sokszor zaklatta, különösen éjszakánként, hogy írjon alá, de ő nem volt hajlandó. Letartóztatták 1951. szeptember 1-jén és Kistarcsára vitték. 1953-ban feloszlatták az internáló tábort. Szeptember 13-án került haza súlyos betegen. Ettől kezdve emberkerülő lett. Otthon dolgozgatott háziiparosként. A nyolcvanas évek elején ugyan visszakapta a rangját, de nyugdíjat nem kapott. 86 éves korában hunyt el.

## Kapcsolódó oldalak
- Pécs felszabadítása[halott link]
- Egy méltatlanul elfeledett ember
- Magyar Katonai Szemle 1941-1942
- Tátgyalás a szovjetekkel
- Trebbin Ágost:  Visszaemlékezés Marosy László alezredesre, akiről még csak utcát sem neveztek el Pécsett
- Híres pécsi emberek: Megemlékezés Marosy László alezredesről Archiválva 2016. március 11-i dátummal a Wayback Machine-ben
- A Magyar Honvédség újjászervezése (1945)
- Pécs és a II. világháború
- A II. világháború és Pécs felszabadítása Archiválva 2022. február 19-i dátummal a Wayback Machine-ben